# 분노의 선택
분노의 선택(Rainbow Drive) 또는 피터웰라의 분노의 선택은 미국에서 제작된 바비 로스 감독의 1990년 스릴러 TV영화이다. 피터 웰러 등이 주연으로 출연하였고 존 바이치 등이 제작에 참여하였다.

## 줄거리
마이크 갤러거는 로스앤젤레스 최고의 경찰관 중 한 명으로, 할리우드 살인사건과의 임시 책임자를 맡고 있다. 그러나 갤러거는 곧 그의 정돈된 삶에서 벗어나 살인과 부패로 얼룩진 더러운 세계로 내던져진다. 갤러거는 기혼 여성과의 불륜 때문에 L.A. 레인보우 드라이브 고속도로에서 발생한 잔혹한 다중 살인 현장을 우연히 발견하게 된다. 갤러거는 그가 지원을 요청하기도 전에 증원군이 도착하는 것을 보고 무언가 이상하다고 느낀다. 그의 상사들이 그를 사건에서 제외시키자, 갤러거는 자체 조사를 시작한다. 신비로운 동맹자 로라 데밍의 도움으로 갤러거는 진실에 가까워지고, 위험은 그의 파트너와 정부에게 더 가까워진다. 그의 조사는 그를 마약과 악행, 부패와 은폐의 거미줄로 이끈다. 이 복잡한 거미줄은 도시의 고위 인물들을 연루시킨다.

## 출연

### 주연
- 피터 웰러
- 셀라 워드

### 조연
- 데이빗 카루소
- 토니 제이
- 제임스 로렌슨
- 존 그리스

## 제작진
- 원작자: 로데릭 돌프
- 미술: 클로디오 구즈먼
- 의상: 메리 멀린